# Ryū Murakami
Pour les articles homonymes, voir Murakami.
Œuvres principales
- Bleu presque transparent (1976)
- Les Bébés de la consigne automatique (1980)
- Miso Soup (1997)
- Parasites (2000)

Ryū Murakami (村上 龍, Murakami Ryū), de son vrai nom Ryūnosuke Murakami (村上 龍之助, Murakami Ryūnosuke), né le 19 février 1952 à Sasebo (préfecture de Nagasaki) est un écrivain, scénariste et réalisateur japonais (sans lien de parenté avec son contemporain Haruki Murakami).
Ses romans les plus célèbres sont Bleu presque transparent (prix Akutagawa en 1976, vendu au Japon à un million d'exemplaires en six mois), qui retrace quelques jours de la vie d'un groupe d'adolescents, entre sexe, drogue et rock, et Les Bébés de la consigne automatique (1980). Il a également reçu le prix Yomiuri en 1998 pour Miso Soup.

## Biographie
Ryū Murakami passe son enfance dans une ville portuaire abritant une base navale des forces armées des États-Unis où il subit très tôt l'influence de la culture occidentale.  
En 1968, alors qu'il est étudiant à l'école secondaire de la préfecture de Sasebo Kita, il assiste à la protestation des Zengakuren (Fédération japonaise des associations d'autogestion étudiantes) contre l'arrivée du porte-avions nucléaire américain Enterprise. L'année suivante, il est suspendu de son école après avoir installé une barricade sur le toit de l'établissement en guise de protestation contre la présence de l'armée américaine. Ce climat de tension d'après-guerre, ces années de jeunesse « corromp[ues] par l'Amérique » imprégneront profondément l'imaginaire de l'écrivain. 
Entre 1970 et 1972, Murakami s'installe à Tokyo dans la ville de Fussa où se situe la Yokota Air Base. Il étudie ensuite le design à l'université d'art de Musashino (武蔵野美術大学, Musashino bijutsu daigaku, préfecture de Tōkyō). En 1976, il publie son premier roman, Bleu presque transparent, qui obtient la même année le prestigieux Prix Akutagawa  et le Prix Gunzō du nouveau talent. Ce premier roman donne le ton à son œuvre à venir : une jeunesse décadente immergée dans une culture du sexe, de la violence et du rock. Succès immédiat au Japon, ce roman s'est vendu à près d'un million d'exemplaires en six mois. 
Le cinéaste Takashi Miike a adapté l'un de ses romans sous le titre Audition, film sorti en France en mars 2002 (Mention spéciale de l'International Fantasy Film - prix au Festival International de Rotterdam).
En 2003, il compte parmi les membres du jury qui attribue le prix Akutagawa à Hitomi Kanehara pour Serpents et Piercings et à Risa Wataya pour Appel du pied. Elles sont alors les plus jeunes lauréates à recevoir ce prix.

## Œuvre
À l'exception de son roman autobiographique, 1969, où il décrit avec humour le déroulement du Mai 68 japonais dans une ville moyenne flanquée d'une base américaine (Sasebo), l'œuvre de Murakami est extrêmement sombre et pessimiste. 1969, roman musical et souvent jouissif, est le livre des dix-sept ans de l'auteur. C'est le temps des premiers pas dans le monde adulte, un univers non moins difficile à décoder au Japon qu'ailleurs quand on refuse l'autorité et que l'on cherche la liberté du côté du rock et du cinéma, américains cela s'entend. Un American Graffiti nippon, tout aussi excentrique et douceâtre, avec un sentiment d'interdit plus fort. A l'inverse, son premier roman, Bleu Presque Transparent  récipiendaire du Prix Akutagawa traite de manière différente de la jeunesse rebelle d'Okinawa.  Si dans 1969, Murakami gardait une certaine fraicheur, dans Bleu Presque Transparent il se plonge violemment dans le sexe et la drogue, jusqu'au dégoût qui clot le livre.  
Tout le reste de sa production, du moins celle accessible en français, renvoie le reflet d'une société japonaise fidèle à certaines caricatures qui peuvent sembler outrancières. Individus isolés, perdus dans le monde d'Internet (Parasites), enfants marginaux et abandonnés dans l'immensité inhumaine des métropoles (Les Bébés de la consigne automatique), exclus des mondes parallèles de la prostitution et des bars glauques (Miso Soup, Les Bébés...), cauchemars sectaires et terroristes (Les Bébés, Parasites, Chansons populaires de l'ère Showa).
Murakami analyse froidement son temps et revisite l'histoire, interdite, d'un Japon brutal et guerrier. Son Japon est celui du délire technologique, de la surconsommation, de la violence gratuite, de l'abandon lent et progressif des traditions, de la destruction des liens familiaux et collectifs développés par la société nippone autour d'un principe d'assujettissement absolu aux lois de la communauté. Dans l'univers du romancier, l'adolescent pseudo-révolutionnaire est devenu un adulte qui jette un regard sans concession sur ses congénères.
Mais c'est peut-être Parasites qui résume à lui seul toute l'œuvre de Murakami. Un jeune homme, un de ceux qui sont en complète rupture avec école et famille et qui ne communiquent plus qu'à travers Internet, est persuadé qu'un ver est entré dans son corps. Il prend contact avec une organisation qui va le pousser à commettre des meurtres. Internet isole mais entraîne aussi vers l'autre, y compris pour le détruire. Le ver parasite est en chacun de nous, comme une présence d'étrangeté et d'horreur qui saurait tous nous pénétrer, menant à la recherche (inquiétante et malsaine) de soi dans la mort de l'autre à travers la technologie, la théorie du complot. A moins que l'oeuvre la plus représentative de Murakami soit la trilogie composée de Ecstasy, Melancholia et Thanatos, suite de romans ayant pour fil rouge une relation sado-masochiste; chacun des romans se cloturant par la mort, pathétique, du personnage principal. Avant l'issue tragique Murakami nous livre une succession de scènes choquantes encadrées par des digressions décousues, digressions composant l'essentiel de sa création.

## Liste des œuvres

### Romans
- 1976 : Bleu presque transparent (限りなく透明に近いブルー), traduit par Guy Morel et Georges Belmont, Robert Laffont, 1978 ; Picquier Poche, 1997.
- 1977 : La Guerre commence au-delà de la mer  (海の向こうで戦争が始まる), traduit par Claude Okamoto, Robert Laffont, 1981 ; Picquier poche, 1997.
- 1980 : Les Bébés de la consigne automatique (コインロッカー・ベイビーズ), traduit par Corinne Atlan, Philippe Picquier, 1996 ; Picquier poche, 1998 ; J'ai lu, 1999.
- 1983 : だいじょうぶマイ・フレンド (Daijōbu Mai furendo - Daijōbu my friend)
- 1985 : テニスボーイの憂鬱 (Tenisubōi no yūutsu - Tennis Boy no yūutsu)
- 1987 : 1969 (69 sixty nine), traduit par Jean-Christian Bouvier, Philippe Picquier, 1995 ; Picquier poche, 2004.
- 1987 : 愛と幻想のファシズム
- 1989 : Raffles Hotel (ラッフルズホテル), traduit par Corinne Atlan, Philippe Picquier, 1998 ;  Picquier poche, 2002.
- 1991 : コックサッカーブルース (Kokku sakkā burūsu - Cock sucker blues)
- 1991 : 超電導ナイトクラブ (Chōdendō naito kurabu - Chōdendō Night Club)
- 1992 : イビサ (Ibiza)
- 1992 : 長崎オランダ村 (Nagasaki oranda mura)
- 1993 : Ecstasy (エクスタシー), traduit par Sylvain Cardonnel, Philippe Picquier, 2003 ; Picquier poche, 2006.
- 1993 : フィジーの小人
- 1993 : 368Y Par4 第2打 (368 Y Par 4 dai 2-da)
- 1994 : Chansons populaires de l'ère Showa (昭和歌謡大全集), traduit par Sylvain Cardonnel, Philippe Picquier, 2011 ; Picquier poche, 2013.
- 1994 : 五分後の世界 (Gofungo no sekai)
- 1994 : ピアッシング (Piasshingu - Piercing) (traduit en anglais et en allemand, même titre)
- 1995 : Kyoko (KYOKO), traduit par Corinne Atlan, Philippe Picquier, 1997; Picquier poche, 2000.
- 1996 : ヒュウガ・ウイルス 五分後の世界II  (Hyūga uirusu, gofungo no sekai II)
- 1996 : Melancholia (メランコリア), traduit par Sylvain Cardonnel, Philippe Picquier 2003 ; Picquier poche, 2007.
- 1996 : Love & Pop (ラブ&ポップ トパーズII), traduit par Sylvain Cardonnel, Philippe Picquier 2009 ; Picquier poche, 2011.
- 1996 : はじめての夜 二度目の夜 最後の夜 (Hajimete no yoru ni-dome no yoru saigo no yoru)
- 1997 : オーディション (Ōdishon - Audition) (traduit en anglais, même titre)
- 1997 : ストレンジ・デイズ (Sutorenji deizu - Strange Days)
- 1997 : Miso Soup (イン ザ・ミソスープ), traduit par Corinne Atlan, 1999 ; Picquier poche, 2003.
- 1998 : Lignes (ライン), traduit par Sylvain Cardonnel, Philippe Picquier 2000 ; Picquier poche, 2003.
- 2000 : Parasites (共生虫), traduit par Sylvain Cardonnel, Philippe Picquier 2002 ; Picquier poche, 2005.
- 2000 : 希望の国のエクソダス (Kibō no kuni no ekusodasu)
- 2001 : Thanatos (タナトス), traduit par Patrick Honnoré, Philippe Picquier 2005 ; Picquier poche, 2009.
- 2001 : THE MASK CLUB
- 2001 :  最後の家族 (Saigo no kazoku)
- 2001 : 悪魔のパス天使のゴール (Akuma no pasu tenshi no gōru)
- 2002 : 2days 4girls | 2日間で4人の女とセックスする方法 (2 Days 4 girls | 2-kakan de 4-ri no on'na to sekkusu suru hōhō
- 2005 : 半島を出よ (Hantōwo de yo) (traduit en anglais sous le titre "From the Fatherland, with Love")
- 2010 : 歌うクジラ (Utau kujira)
- 2011 : 心はあなたのもとに (Kokoro wa anata no moto ni)
- 2012 : 55歳からのハローライフ (55-Sai kara no harōraifu)
- 2011-2014 : オールド・テロリスト (Ōrudo terorisuto - Old terrorist)
- 2020 : MISSING　失われているもの (MISSING　Ushinawa rete iru mono)

### Recueils de nouvelles
- 1984 : 悲しき熱帯 (Kanashiki nettai) (Renommé Summer in the city lors d'une réédition)
- 1986 : POST ポップアートのある部屋 (POST poppu āto no aru heya - POST Pop Art no aru heya)
- 1986 : 走れ!タカハシ (Hashire! Takahashi)
- 1986 : ニューヨーク・シティ・マラソン (Nyūyōku shiti marason - New York City Marathon)
- 1988 : Topaze et autres nouvelles (トパーズ), traduit par Sylvain Cardonnel, Inventaire-invention, 2005.
- 1991 :  恋はいつも未知なもの (Koi wa itsumo michina mono)
- 1996 : モニカ-音楽家の夢・小説家の物語 (Monika - ongakuka no yume shōsetsuka no monogatari) (co-écrit avec Ryuichi Sakamoto)
- 1997 : 白鳥 (Hakuchō)
- 1998 : ワイン一杯だけの真実 (Wain ippai dake no shinjitsu)
- 2003 : どこにでもある場所どこにもいないわたし (Doko ni demo aru basho dokoni mo inai watashi) (Renommé 空港にて (kūkō nite) lors d'une réédition)

## Filmographie partielle

### Réalisateur
- 1979 : Bleu presque transparent (Kagirinaku toumei ni chikai blue)
- 1983 : All Right, My Friend (Daijōbu, mai furendo)
- 1989 : Raffles Hotel
- 1992 : Tokyo décadence (Topâzu, aka Topaz, aka Sex Dreams of Topaz, titre de la version hong-kongaise, classée X)
- 2000 : Because of You (Kyoko)

### Scénariste
- 1979 : Bleu presque transparent (Kagirinaku toumei ni chikai blue)
- 1983 : All Right, My Friend (Daijōbu, mai furendo)
- 1989 : Raffles Hotel
- 1992 : Tokyo décadence (Topâzu, alias Topaz, alias Sex Dreams of Topaz, titre de la version hong-kongaise, classée X )
- 1998 : Love and Pop
- 1999 : Audition (Ōdishon)
- 2000 : Because of You (Kyoko)
- 2001 : Hashire! Ishiro
- 2003 : Shōwa kayō daizenshū
- 2004 : 69
- 2008 : Coin Locker Babies